# Sandi Kolenc
Sandi Kolenc z vzdevkom Kolly (Koli), slovenski rock glasbenik ter veteran vojne za Slovenijo, * 20. julij 1965, Trbovlje, † 23. september 2017.
Znan je bil predvsem kot eden od ustanoviteljev in frontman slovenske rock skupine The Drinkers,  pionirke " drink'n roll'a ".
Med slovensko osamosvojitveno vojno je bil poveljnik 871. čete za PN in bil odlikovan z bronasto medaljo generala Maistra z meči.